# Huba Bors
Huba-Ferenc Bors (* 15. November 1994 in Miercurea Ciuc) ist ein rumänischer Eishockeyspieler, der seit 2016 beim ASC Corona 2010 Brașov in der Rumänischen Eishockeyliga und der Ersten Liga, der früheren MOL Liga, spielt.

## Karriere

### Club
Huba Bors, der der ungarischsprachigen Minderheit der Szekler in Rumänien angehört, begann seine Karriere in der Nachwuchsabteilung des HSC Csíkszereda. Für den traditionellen Club der Szekler spielte er zunächst sowohl in der rumänischen als auch in der ungarischen U20-Liga. 2011 debütierte er für seinen Verein in der Rumänischen Eishockeyliga und der multinationalen MOL Liga. 2012 und 2013 konnte mit dem HSC Csíkszereda jeweils den Rumänischen Meistertitel erringen. In der zweiten Hälfte der Spielzeit 2014/15 wechselte er zum CS Progym Gheorgheni, für den er die Saison in der rumänischen Liga zu Ende spielte. Anschließend kehrte er zu seinem Stammverein zurück, wo er aber nur ein Jahr blieb. Seit 2016 spielt er für den ASC Corona 2010 Brașov in der MOL Liga und der rumänischen Liga. 2017, 2019 und 2023 wurde er mit dem Klub rumänischer Meister.

### International
Bors spielt international im Gegensatz zu anderen Szeklern, die für Ungarn antreten, für sein Geburtsland Rumänien. Bereits im Juniorenbereich war er bei Weltmeisterschaften aktiv: Bei den U-18-Weltmeisterschaften 2011 und 2012, als er die beste Plus/Minus-Bilanz des Turniers erreichte, spielte er ebenso in der Division II, wie bei den U-20-Weltmeisterschaften 2011, 2012, 2013 und 2014, als er nicht nur Mannschaftskapitän der Rumänen war, sondern auch zum besten Spieler seiner Mannschaft gewählt wurde.
Sein Debüt in der Herren-Nationalmannschaft gab Bors bei der Weltmeisterschaft 2013. Auch 2014, als er mit seiner Mannschaft aber den Abstieg hinnehmen musste, 2018, 2019, 2022 und 2023 spielte er in der Division I. So spielte er 2015, als er die beste Plus/Minus-Bilanz des Turniers erreichte, und 2017 in der Division II, wo jeweils der umgehende Wiederaufstieg gelang. Zudem vertrat er seine Farben bei der Olympiaqualifikation für die Winterspiele in Mailand 2026.

## Erfolge und Auszeichnungen
- 2012 Rumänischer Meister mit dem HSC Csíkszereda
- 2013 Rumänischer Meister mit dem HSC Csíkszereda
- 2017 Rumänischer Meister mit dem ASC Corona 2010 Brașov
- 2019 Rumänischer Meister mit dem ASC Corona 2010 Brașov
- 2023 Rumänischer Meister mit dem ASC Corona 2010 Brașov

### International
- 2012 Beste Plus/Minus-Bilanz bei der U18-Weltmeisterschaft der Division II, Gruppe A
- 2012 Aufstieg in die Division II, Gruppe A bei der U20-Weltmeisterschaft der Division II, Gruppe B
- 2015 Aufstieg in die Division I, Gruppe B bei der Weltmeisterschaft der Division II, Gruppe A
- 2015 Beste Plus/Minus-Bilanz bei der Weltmeisterschaft der Division II, Gruppe A
- 2017 Aufstieg in die Division I, Gruppe B bei der Weltmeisterschaft der Division II, Gruppe A
- 2019 Aufstieg in die Division I, Gruppe A bei der Weltmeisterschaft der Division I, Gruppe B

## MOL-/Erste-Liga-Statistik
(Stand: Ende der Saison 2022/23)